# 국도 제206호선 (인도)
국도 제206호선(National Highway 206)은 인도 메갈라야주의 조와이에서 밀리엠까지 이어주는 총 연장 126 km의 거리를 가진 인도의 일반 국도이다. 그러나 이 도로는 통상적으로 NH 206이라고 가리키지만 아시안 하이웨이 1호선과 아시안 하이웨이 2호선의 일부이기도 하다.